# Ansley (Nebraska)
Ansley est un village du comté de Custer, dans l'État du Nebraska, aux États-Unis. En 2020, il comptait une population de 459 habitants.